# Arme de petit calibre

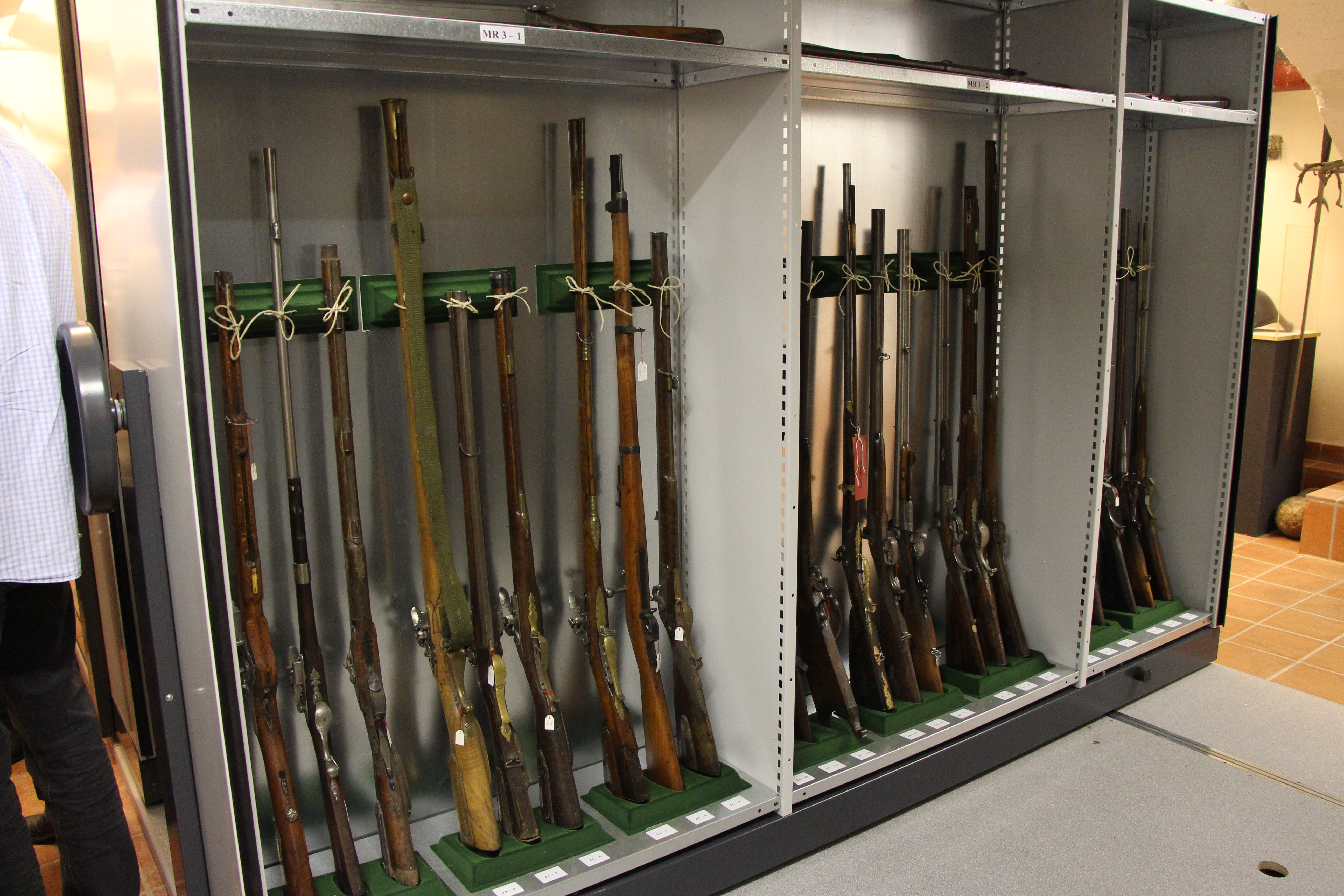
Armes de petit calibre dans un musée en Allemagne.

La locution « arme de petit calibre » désigne, dans l'industrie de l'armement, les armes à feu tirant des munitions d'un calibre inférieur à 20 mm. Au-delà, on parlera d'arme de gros calibre et, selon l'usage, d'artillerie.
Ce sont généralement des armes légères qui peuvent être utilisées par un tireur seul, et ne nécessitent pas de servants. Les armes de petit calibre se répartissent entre armes de poing et armes d'épaule selon le maniement, et en armes de chasse, de guerre ou de tir sportif selon l'usage.
Au sein des organisations internationales comme l'OTAN ou le GRIP, elles sont généralement regroupées avec les armes légères et désignées collectivement sous la locution « armes légères et de petit calibre » ou ALPC.